# Binaire functie
In de wiskunde is een binaire functie een functie van twee variabelen. Een binaire functie {\displaystyle f} voegt aan het geordende paar {\displaystyle (x,y)} de functiewaarde {\displaystyle f(x,y)} toe. De argumenten {\displaystyle x} en {\displaystyle y} en de functiewaarden kunnen uit willekeurige verzamelingen komen. Men laat voor de notatie van de functiewaarde meestal de haakjes om het paar {\displaystyle (x,y)} weg en schrijft {\displaystyle f(x,y)} in plaats van {\displaystyle f((x,y))}.

## Definitie
Een binaire functie {\displaystyle f} is een functie van het cartesisch product {\displaystyle X\times Y} van de verzamelingen {\displaystyle X} en {\displaystyle Y} in de verzameling {\displaystyle Z}:
{\displaystyle f:X\times Y\to Z}

## Voorbeeld
De functie {\displaystyle f} stelt het delen voor van een geheel getal {\displaystyle z\in \mathbb {Z} } door een positief geheel getal {\displaystyle n\in \mathbb {N} ^{+}}.
{\displaystyle f:\mathbb {Z} \times \mathbb {N} ^{+}\to \mathbb {Q} }
en
{\displaystyle f(z,n)={\frac {z}{n}}}.